# Contea di Ongjin
Ongjin (Hangŭl: 옹진군; Hanja: 甕津郡) è una contea di Incheon. Ha una superficie di 169,01 km² e una popolazione di 18.748 abitanti al 2010.